# Office fédéral de la Cartographie et de la Géodésie
L'office fédéral de Cartographie et de Géodésie (allemand : Bundesamt für Kartographie und Geodäsie), abrégé BKG, est l'autorité fédérale responsable des questions relatives à la cartographie et à la géodésie, dans la mesure où ce ne sont pas des tâches des lands (telles que l'arpentage ou la gestion du cadastre) conformément au fédéralisme. Le BKG a son siège à Francfort-sur-le-Main.
Le BKG a été créé par le règlement du 4 août 1997 en succédant à l'Institut de géodésie appliquée (IfAG). Il est directement subordonné au ministère fédéral de l'Intérieur. Il est présidé depuis le 1er avril 2019 par Paul Becker.
Le BKG possède un établissement à Leipzig et l'observatoire géodésique Wettzell dans la forêt bavaroise. Il exploite de plus l'observatoire AGGO à La Plata en Argentine, la seule station géodésique fondamentale en Amérique du Sud. Le BKG est également impliqué dans l'exploitation du radiotélescope O'Higgins en Antarctique.

## Tâches et organisation
Le BKG est le fournisseur central de services du gouvernement fédéral pour les données topographiques, la cartographie et les systèmes de référence géodésiques. Sa compétence est définie par la loi fédérale sur les données de géoréférencement (BGeoRG), selon laquelle le BKG gère les systèmes de référence géodésiques, collecte et fournit les données de référence à l'usage des autorités fédérales et remplit les obligations internationales qui en découlent.
Le BKG a notamment les missions suivantes :
- Préparation, mise à jour et fourniture de données de localisation et spatiales pour décrire les objets à la surface de la Terre
- Fourniture et maintenance des systèmes nationaux de référence géodésique
- Participation à des travaux bilatéraux et multilatéraux sur l'établissement et la maintenance de ces systèmes
- Coordination de la construction, de l'extension et de la maintenance de la partie fédérale de l'infrastructure de données spatiales allemande
- Exploitation d'un centre de service fédéral pour l'information géographique et la géodésie
- Représentation des intérêts professionnels en Allemagne au niveau européen et international

Le BKG développe des processus, des produits et des services avec lesquels des données géographiques de base peuvent être combinées avec des informations spécialisées pour produire des cartes thématiques.
Le BKG fournit une grande variété de produits géographiques et topographiques, par exemple :
- cartes topographiques imprimées ou numériques aux échelles 1:200 000 et 1:1 000 000
- Maquettes numériques de paysage aux échelles 1:250 000 (DLM250) et 1:1 000 000 (DLM1000)
- Modèles numériques de terrain dans différentes tailles de grille

En plus du travail technique, le BKG aide à coordonner la géodésie et l'information géographique dans le système fédéral allemand. Il s'agit notamment du Bureau central de géo-topographie (ZSGT) et du Bureau de coordination pour l'infrastructure de données géographiques en Allemagne (GDI-DE). Avec la coordination du GDI-DE, le BKG est également le point de liaison avec la Commission européenne dans le cadre de la directive INSPIRE de l'Union Européenne, qui oblige tous les États membres à fournir des informations géographiques publiques sur le Web selon des règles techniques uniformes.
Au niveau fédéral, il n'y avait aucune base légale jusqu'en 2012 pour stipuler les conditions d'utilisation pour la fourniture de données et de services géographiques. Depuis l'entrée en vigueur le 16 novembre 2012 loi sur l'accès aux données géographiques (GeoZG), les données fédérales et services associés sont généralement disponibles gratuitement pour une utilisation commerciale et non commerciale.
En raison de la proximité professionnelle, le bureau du Comité permanent des noms géographiques (StAGN) et le siège administratif du Service international de la rotation terrestre et des systèmes de référence (IERS) sont également situés au sein du BKG.

## Agences similaires
L'Agence fédérale maritime et hydrographique allemande est responsable de la cartographie des eaux territoriales allemandes.